# Wierzbownica górska
Wierzbownica górska (Epilobium montanum L.) – gatunek rośliny z rodziny wiesiołkowatych (Onagraceae), jeden z kilkunastu występujących w Polsce. Występuje w Azji i Europie. W Polsce pospolity na terenie całego kraju.

## Morfologia

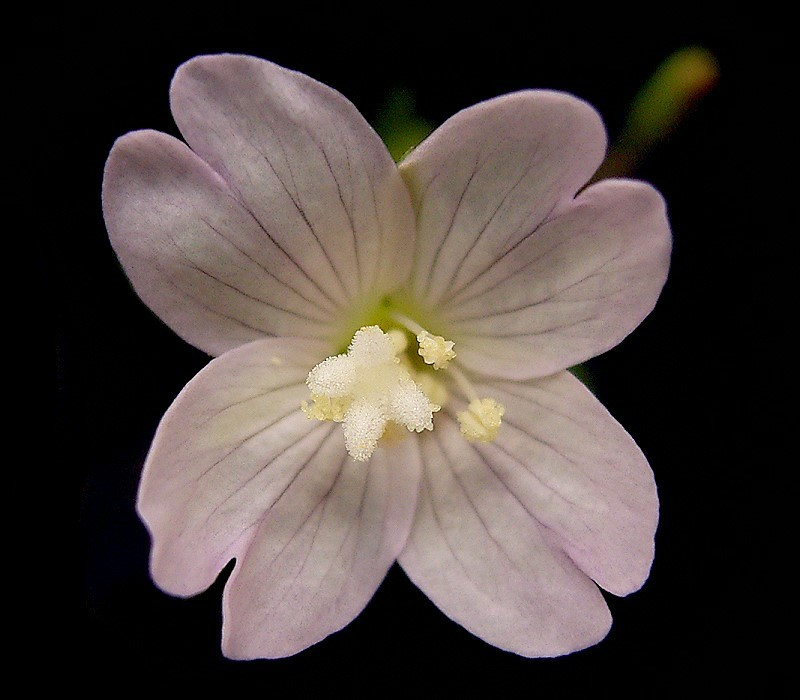
Kwiat

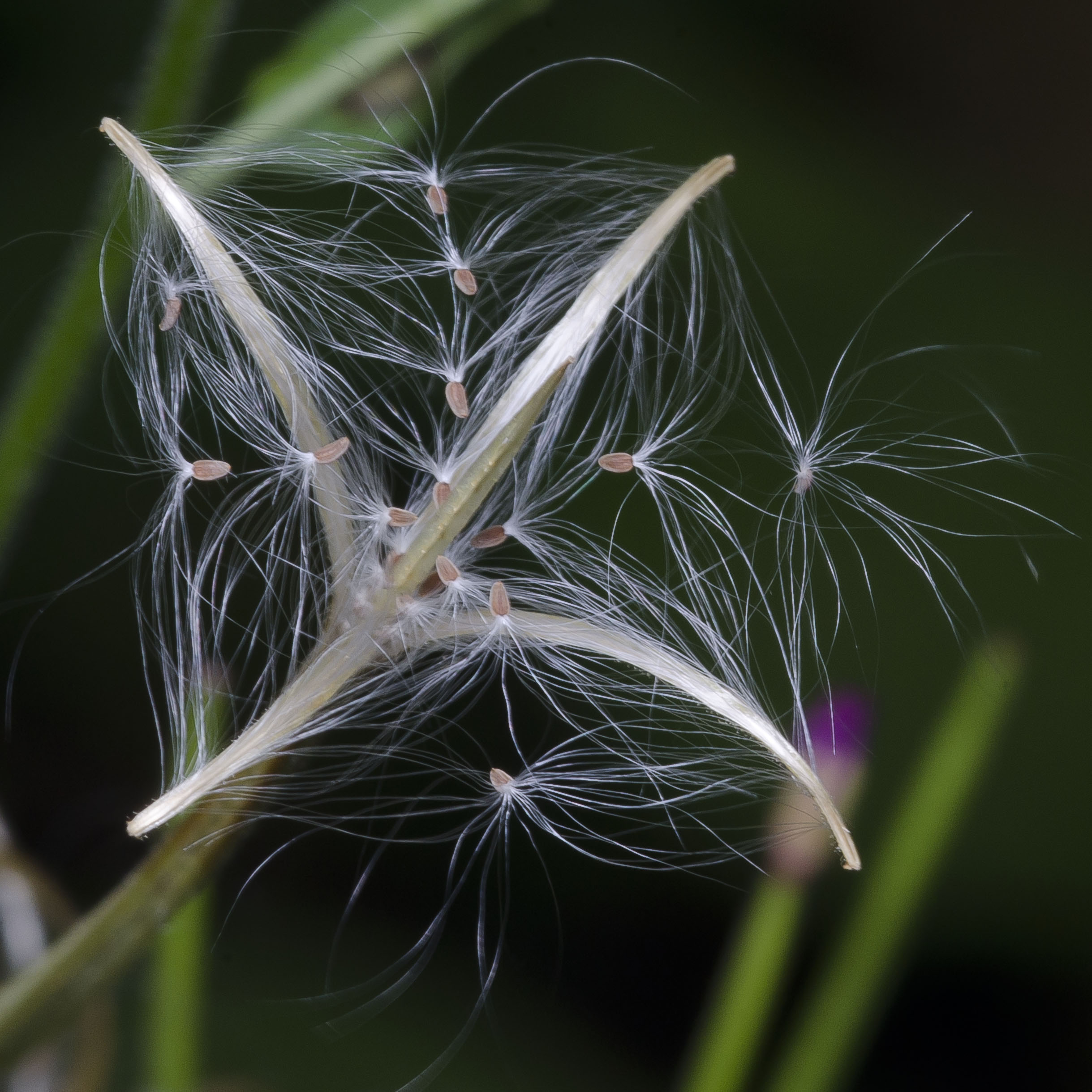
Owoc

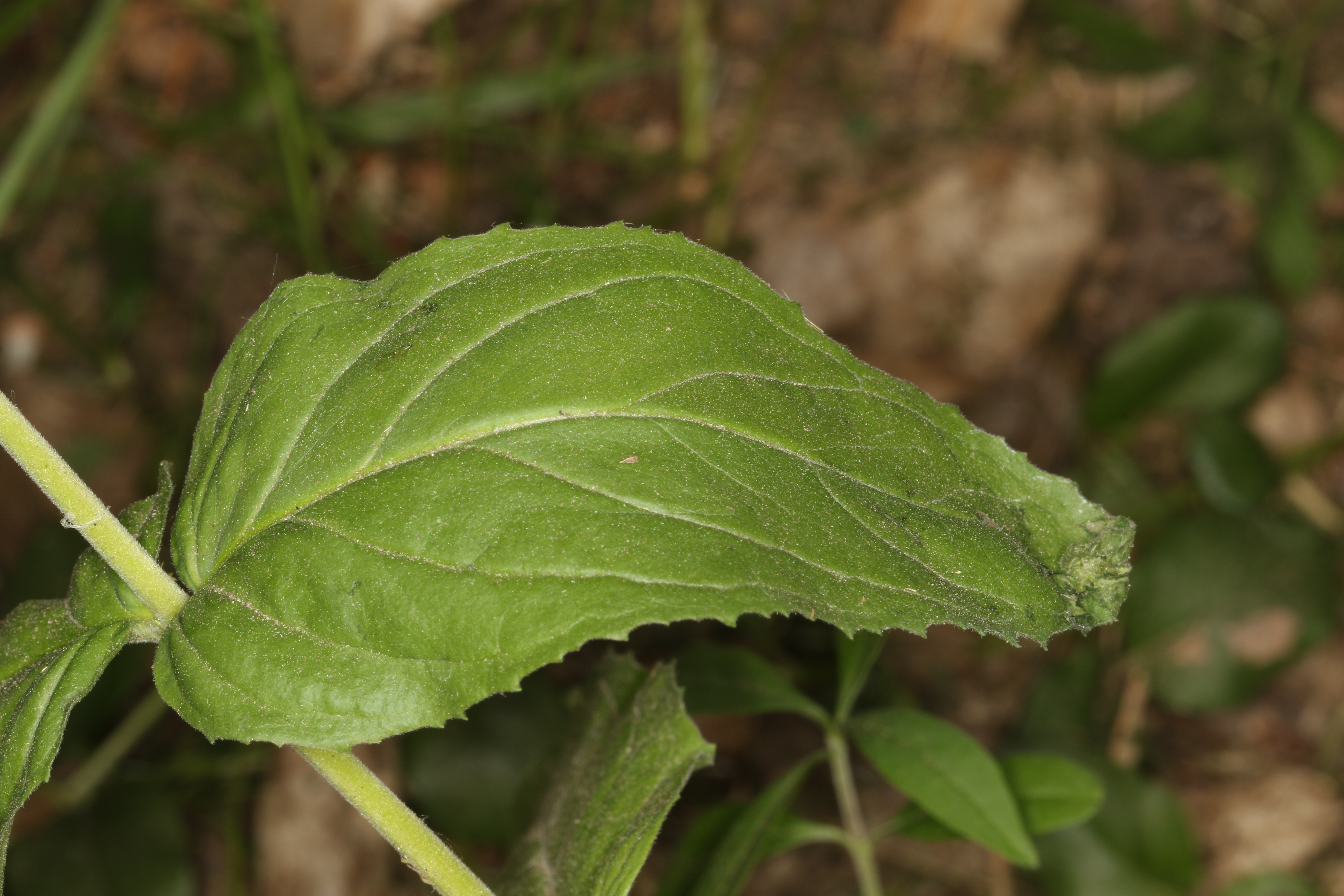
Liść

PokrójBylina trwała.
ŁodygaObła, u dołu naga, górą zwykle gałęzista, omszona i ogruczolona, o wysokości (10)20–80 cm.
LiściePodłużnie jajowate, do rozgałęzienia łodygi naprzeciwległe, delikatnie ząbkowane, bardzo rzadko do całobrzegich; wyjątkowo liście po 3 w okółkach (fo. verticillata).
KwiatyNieliczne, małe o długości od 7–12 mm, zebrane w grona; korona dwa razy dłuższa od kielicha, przeważnie różowa (rzadziej w miejscach cienistych białe – fo. albiflora).
OwoceTorebka zawierająca dużą ilość niełupek zaopatrzonych w aparat lotny w postaci pęczka jedwabistych szczecinek zapewniających wiatrosiewność.

## Biologia i ekologia
Bylina, hemikryptofit. Siedlisko: zarośla, lasy liściaste i ich skraje, zręby, przydroża. Występuje na niżu i w górach po piętro subalpejskie. Lubi stanowiska prześwietlone. Roślina żywicielska motyla postojaka wiesiołkowca. W klasyfikacji zbiorowisk roślinnych gatunek charakterystyczny dla Ass. Epilobio-Geranicetum robertiani. Kwitnie lipiec–sierpień.

## Zmienność
- Gatunek bardzo zmienny, tworzy wiele form, które głównie są modyfikacjami siedliskowymi, m.in.:
- fo. albiflorum Hausskn. – kwiaty białe, zwykle w miejscach cienistych,
- fo. verticillatum Koch – ulistnienie poniżej rozgałęzień okółkowe, najczęściej w ziołoroślach.
- Wyróżniany niekiedy jako osobny gatunek E. hypericifolium Tausch (całobrzegie liście) jest mutantem E. montanum i obecnie traktowany jest jako synonim E. montanum.
- Tworzy mieszańce z gatunkami: z Epilobium obscurum (E. ×aggregatum Čelak), Epilobium roseum (E. ×mutabile), Epilobium tetragonum (E. ×beckhausii Hausskn.), Epilobium lamyi, Epilobium hirsutum, Epilobium parviflorum, Epilobium palustre[4].